# Der Prinz aus Zamunda
Der Prinz aus Zamunda (Originaltitel: Coming to America) ist eine US-amerikanische romantische Komödie des Regisseurs John Landis aus dem Jahr 1988. Die Geschichte zum Film wurde von Eddie Murphy geschrieben, der auch die Hauptrolle spielt.
2021 erschien die Fortsetzung Der Prinz aus Zamunda 2 auf Amazon Prime Video.

## Handlung
Prinz Akeem ist der Sohn von König Jaffe und Königin Aeoleon in Zamunda, einem fiktiven Königreich in Afrika. Der Thronfolger lebt im Luxus und wird von zahlreichen Bediensteten rundum versorgt – so sehr, dass er praktisch nichts selbst erledigen muss oder auch nur darf. Nach alter Tradition will ihn sein Vater an seinem 21. Geburtstag mit einer standesgemäßen Frau verheiraten. Die Auserwählte Imani Izzi wurde jedoch so erzogen, dass sie Akeems Weisungen blind gehorcht. Das passt Akeem nicht, weil er sich eine Frau mit einer unabhängigen Meinung wünscht.
Daher reist Akeem mit seinem königlichen Diener und besten Freund Semmi in die USA, um dort eine Braut zu finden, die ihm gefällt. Nach seiner Logik kann er seine Traumfrau nur im New Yorker Stadtbezirk Queens finden, denn „Queens“ ist das englische Wort für „Königinnen“. Sein Vater gestattet ihm die Reise aufgrund eines Missverständnisses: Er glaubt, der Prinz wolle vor der Hochzeit sexuelle Erfahrungen sammeln.
In New York geben sich Akeem und Semmi als mittellose Studenten aus und beziehen ein heruntergekommenes Apartment. Nach einigen Fehlansätzen begegnet Akeem dem Mädchen, das ihm zusagt: Lisa McDowell, die Tochter des Besitzers von McDowell’s Fast-Food-Restaurant. Um Lisa kennenzulernen, lässt Akeem sich und seinen Diener im Restaurant als Hilfskräfte einstellen.
Akeem findet Gefallen am Leben als einfacher Mann, und nach und nach gewinnt er sogar Lisas Herz, verheimlicht ihr jedoch seine Herkunft, da er um seiner selbst willen geliebt werden möchte und nicht aufgrund seines Status als wohlhabender Prinz. Lisas Vater setzt sich vehement gegen die Beziehung der beiden ein, da er Lisas bisherigen reichen und arroganten Freund Darryl, dessen Vater das beliebte Haarpflegeprodukt „Soul Glo“ herstellt, als künftigen Schwiegersohn favorisiert. Im Gegensatz zu Akeem gefällt Semmi das neue, entbehrungsreiche Leben gar nicht, und daher lässt er ihr gemeinsames Apartment in Queens luxuriös umbauen. Er gibt sich selbst als Prinz aus und erreicht dadurch die Aufmerksamkeit von Lisas Schwester Patrice. Als Akeem seinem Diener daraufhin das gesamte Bargeld abnimmt, telegrafiert dieser an den König und ersucht ihn um die Aufstockung ihrer finanziellen Mittel. Der König sieht sich von seinem Sohn getäuscht und reist wutentbrannt mit seiner Dienerschaft nach New York. Er sucht Lisas Vater auf und enthüllt Akeems wahre Identität. Er erklärt Lisa, dass Akeem bereits eine künftige Ehefrau habe und sich vor der Hochzeit nur noch einmal „die Hörner abstoßen“ wolle, worauf Lisa sich enttäuscht von Akeem trennt. Die Königin rät Akeem zu einem Versuch, Lisa zurückzugewinnen, der jedoch scheitert, da Lisa sich den Erwartungen des Königshauses nicht würdig fühlt. Als die zamundische Delegation zusammen mit dem tieftraurigen Akeem abreist, redet die Königin ihrem Mann allerdings noch einmal ins Gewissen, seine Haltung zur Brautwahl zu ändern.
Schließlich steht Akeem in Zamunda vor dem Traualtar und wartet darauf, der Frau zu begegnen, die seine Eltern zu Beginn für ihn ausgewählt hatten. Doch als er der ankommenden Braut den Schleier lüftet, entpuppt diese sich überraschenderweise als Lisa, und die Hochzeit wird doch zu einem Happy End.

## Auszeichnungen
Der Film war 1989 für zwei Oscars nominiert:
- Bestes Kostüm-Design
- Bestes Make-up

Die Deutsche Film- und Medienbewertung FBW in Wiesbaden verlieh dem Film das Prädikat „wertvoll“.

## Kritiken
„Naives Filmmärchen mit einigen fröhlichen Seitenhieben, das Unterhaltung für die ganze Familie bieten will; auf Eddie Murphy abgestimmt, der Proben leiseren Komödiantentums zum besten geben kann.“

„John Landis’ letzte große Komödie ist ein wahres Eddie-Murphy-Festival.“

## Wissenswertes
- Mit Ausnahme der kleinen Nebenrollen von Louie Anderson (Maurice, Angestellter bei McDowell’s) und Jake Steinfield (Taxifahrer), einiger Statisten, sowie Ralph Bellamy und Don Ameche für ihren Cameo-Auftritt, besteht die Filmbesetzung ausschließlich aus schwarzen Schauspielern.
- Anfangs wollte Eddie Murphy zusätzlich die Regie übernehmen. Als ihm der zu erwartende Arbeitsaufwand jedoch schnell als zu groß erschien, delegierte er diese Aufgabe an John Landis.[4] In der Vorproduktion trug das Spielfilmprojekt den Arbeitstitel The Quest (dt.: Die Suche).
- Ursprünglich planten die beiden Drehbuchautoren David Sheffield und Barry W. Blaustein, dem Herkunftsland von Prinz Akeem den Namen Zamuda zu geben, in Anlehnung an den Nachnamen ihres Branchenkollegen Bob Zmuda. Regisseur John Landis regte jedoch an, dem Namen den Buchstaben N hinzuzufügen.[4]
- Eddie Murphy spielt neben Prinz Akeem noch drei Nebenrollen, in denen er wegen des Make-ups praktisch nicht zu erkennen ist: den Friseur Clarence, den verhinderten Sänger Randy Watson sowie den weißen alten Saul, der jüdischen Glaubens ist. In diesem Zusammenhang bewunderte Murphy den Schauspieler Peter Sellers, der in dem Film Dr. Seltsam oder: Wie ich lernte, die Bombe zu lieben von 1964 ebenfalls mehrere Rollen gleichzeitig verkörpert, was Murphy als Vorbild diente. Für das filmische Make-up in Der Prinz aus Zamunda war der Maskenbildner Rick Baker zuständig, ein langjähriger Mitarbeiter von Filmemacher John Landis, der bereits für dessen Debütfilm Schlock – Das Bananenmonster von 1973 als Make-up-Artist gearbeitet hatte. Um seine Kostümierung auf ihre Authentizität hin zu überprüfen, begab sich Eddie Murphy voll verkleidet auf die öffentliche Straße unter fremde Menschen.[4]
- Auch Arsenio Hall spielt neben seiner Rolle als Semmi noch drei weitere Nebenrollen: den alten Schwätzer Morris aus dem Friseurladen, Pfarrer Brown und in der Bar-Szene den Transvestiten im roten Kleid, der neben Eddie Murphy sitzt.
- Der Regisseur John Landis wollte die Rolle des Vaters Mr. McDowell, Geschäftsführer des Burgerladens, mit dem Sänger Harry Belafonte besetzen, der allerdings wegen seines karibischen Akzents nicht in Frage kam. Stattdessen ging die Rolle an John Amos, der in der Vergangenheit in einem TV-Werbespot für McDonald’s mitgewirkt und in einer McDonald’s-Filiale gearbeitet hatte, weshalb er bereits damit vertraut war, wie man Hamburgerfleisch und Pommes frites zubereitet.[4] Anfangs wollte James Earl Jones die Rolle des Vaters Mr. McDowell haben, ihm wurde aber die Rolle des Königs von Zamunda zugewiesen.
- In einer kurzen Sequenz spielen Don Ameche und Ralph Bellamy in der Rolle der Brüder Mortimer und Randolph Duke zwei Hauptfiguren aus Die Glücksritter. In diesem früheren John-Landis-Film verloren die Brüder ihr ganzes Vermögen wegen einer Wette u. a. an Billy Ray Valentine, gespielt von Eddie Murphy. In Der Prinz aus Zamunda treten die beiden Brüder kurz als am Straßenrand liegende Obdachlose auf. Prinz Akeem schenkt ihnen eine mit Geld gefüllte Papiertüte, worauf sie mit dem Spruch „Mortimer, wir sind wieder da!“ auf den Glücksritter-Film anspielen.[4]
- Die Produzenten des Films mussten sich die Benutzung des Namens „McDowell’s“ von McDonald’s aufgrund der damit verbundenen offensichtlichen Anspielung genehmigen lassen. Im Film wird eine Konkurrenz zu McDonald’s dargestellt. Cleo McDowell räumt auch offen die Nachahmungen und die nicht ganz lauteren Geschäftsmethoden ein.
- Während einer eskalierenden Kontroverse in Bezug auf die Finanzierung des Spielfilms kam es zu einer körperlichen Auseinandersetzung zwischen dem Hauptdarsteller Eddie Murphy und dem Regisseur John Landis, die sich gegenseitig an den Hals gingen, woraufhin Landis im Zorn vorübergehend das Filmprojekt verließ. Im Laufe der Zeit hatten sich zwischen Landis und Murphy zunehmend Spannungen aufgebaut, die in dieser Prügelei gipfelten. Die gefährdete Produktion kam zum Stillstand. Jedoch konnte der Drehbuchautor David Sheffield die Wogen zwischen den beiden Streithähnen glätten, so dass die Dreharbeiten weiterlaufen konnten. Bis zum Abschluss der Dreharbeiten kommunizierten Murphy und Landis nur über Mediatoren miteinander. Zwischen Murphy und Landis kam es Jahre später zu einer Versöhnung, als sie gemeinsam den Actionfilm Beverly Hills Cop III von 1994 realisierten. Es war Eddie Murphys persönlicher Wunsch gewesen, dass John Landis darin die Regie übernahm.[4]
- Für zusätzlichen Streit zwischen Eddie Murphy und John Landis sorgte die Diskussion über die Gestaltung der fremdländischen Geldscheine und Münzen, die im Film das Konterfei von Prinz Akeem tragen. Murphy und Landis konnten sich nicht auf ein einheitliches Design der fiktiven Banknoten einigen.[4]
- Als die Dreharbeiten in New York abgeschlossen waren, reiste das Filmteam nach Los Angeles für zusätzliche Drehs. Da der abergläubische Hauptdarsteller Eddie Murphy den Dokumentarfilm The Man Who Saw Tomorrow von Orson Welles über Nostradamus gesehen hatte, war er davon überzeugt, dass in Kürze der Bundesstaat Kalifornien im Meer versinken werde. Darum hielt sich Murphy nur für begrenzte Zeit in Los Angeles auf, bis die notwendigsten Aufnahmen von ihm gemacht waren und verließ anschließend umgehend den Bundesstaat. Deshalb musste die Party-Szene im Haus der Familie McDowell umgeschrieben werden.[4]
- In diesem Film haben einige Akteure ihre erste Rolle: Am Anfang des Films badet Akeem mit drei nackten Frauen. Victoria Dillard (die Tauchende) wurde später als Janelle Cooper aus Chaos City bekannt. Michele Watley (von ihr sieht man nur den Rücken) machte später unter dem Künstlernamen Midori in der Pornobranche Karriere. Auch Garcelle Beauvais, die dritte, hatte später andere Rollen inne (u. a. New York Cops – NYPD Blue, Bad Company – Die Welt ist in guten Händen). Samuel L. Jackson und Cuba Gooding junior, beide noch am Anfang ihrer Karriere, sind in dem Film zu sehen. Jackson spielt den Räuber, der versucht, das Restaurant zu überfallen. Cuba Gooding junior dagegen ist einer der Kunden im Friseursalon. Auch Ruben Santiago-Hudson hat einen seiner ersten Auftritte; er spielt den Hehler, der versucht, die goldene Ware zu verkaufen, welche zuvor mitsamt dem kompletten Gepäck vor der billigen Absteige geklaut wird, die Akeem und Semmi beziehen.
- 1990 prozessierte der US-amerikanische Satiriker Art Buchwald gegen die Filmproduktionsgesellschaft Paramount Pictures wegen rechtswidriger Adaption einer seiner Erzählungen, auf der der Film Der Prinz aus Zamunda basiert. Buchwald gewann den Prozess, und Paramount musste an ihn einen Betrag von 150.000 Dollar zahlen. Der Ruf der Drehbuchautoren David Sheffield und Barry W. Blaustein nahm Schaden durch dieses gerichtliche Plagiats-Verfahren, weshalb sie später nicht in die Academy of Motion Picture Arts and Sciences aufgenommen wurden, die für die Vergabe der Oscars die Verantwortung trägt.[4]
- In zwei Szenen erfolgen Anspielungen auf James Earl Jones frühere Rolle als Stimme von Darth Vader. In einer Apartmentszene greift er Semmi am Kragen, und drückt ihn hoch, ähnlich wie Vader einen Soldaten der Rebellenallianz in Krieg der Sterne. In einer zweiten Szene trifft Jones auf Lisas Vater, der ihm anbietet, Akeem zu sagen, dass sein Vater da ist, woraufhin Jones im englischen Original entgegnet. „No. Do not alert him with my presence. I shall deal with him myself.“ In Die Rückkehr der Jedi-Ritter sagt Jones als Vader in derselben Tonlage den Satz „No. Leave them to me. I shall deal with them myself.“, als die Rebellen mit einer Raumfähre die imperiale Planetensperre auf Endor durchfliegen.
- Die Choreografin für die Tanzeinlagen war die Sängerin Paula Abdul, die früher Cheerleaderin der Laker Girls war. Da zu jenem Zeitpunkt noch nicht die fertige Filmmusik von Komponist Nile Rodgers vorlag, musste Abdul die Tanzschritte anhand eines einfachen Schlagzeug-Rhythmus schreiben, der ungefähre Orientierung geben sollte. Für die Kostüme mit exotischen Federn und Schmuck der Tänzerinnen und Tänzer war Deborah Nadoolman verantwortlich, die Ehefrau von John Landis, die bereits die Kostüme für den Abenteuerfilm Indiana Jones entworfen hatte. Damit die Tänzerinnen und Tänzer, die alle kaum sichtbar Jazz-Schuhe ohne Gummisohlen trugen, während der großen Tanzszene mehr Halt unter ihren Füßen bekamen, besprühte man den glatten Saalboden mit Sprühklebstoff.[4] Fast zeitgleich wie der Spielfilm erschien das Debütalbum Forever Your Girl von Paula Abdul.
- Der Drehort des heruntergekommenen Apartmenthauses und des Friseursalons My-T-Sharp befindet sich in der Hooper Street, Ecke South 5th Street und somit nicht im Stadtteil Queens, sondern in Brooklyn.
- John Landis hat im Film einen Cameo-Auftritt: Er ist in einer kurzen Szene als Taxifahrer von Eddie Murphy zu sehen.
- An den Kinokassen erwies sich Der Prinz aus Zamunda als großer Erfolg, der alle Erwartungen übertraf, so dass der Titel nach seinem ersten Achtungserfolg in Beverly Hills Cop von 1984 dazu beitrug, Eddie Murphy als Hollywood-Star zu etablieren. In Bezug auf den finanziellen Umsatz konnte sich die Komödie neben Kassenschlagern wie Big, Good Morning, Vietnam und Falsches Spiel mit Roger Rabbit behaupten, die ebenfalls 1988 in die Kinos kamen.[4]
- Gegen den Komödienfilm wurden fünf juristische Klagen eingereicht. Ein echter Prinz behauptete, Eddie Murphy verkörpere darin sein Leben, weshalb sich der wirkliche Prinz in seinen Persönlichkeitsrechten verletzt fühle. Seine Klage wurde jedoch abgewiesen.[4]
- Der Film war die letzte Zusammenarbeit des Produzenten George Folsey junior und des Regisseurs John Landis, deren Verhältnis durch das Twilight-Zone-Gerichtsverfahren 1986 zerrüttet wurde.[4]

## Produktion
Der Film ist eine Koproduktion von Paramount Pictures und Eddie Murphy Productions. Die Kino- und Videoverleihrechte für die Komödie besitzen Paramount Pictures und die Tochterfirma Paramount Home Entertainment. Für den deutschen Kinoverleih besitzt United International Pictures die Rechte. Das Budget betrug 39 Millionen US-Dollar und der Film spielte weltweit über 288 Millionen Dollar ein, davon 128 Millionen (44,37 %) allein in den USA.
Der Film wurde komplett in den USA gedreht. Dabei dienten die New Yorker Stadtbezirke (Borough) Brooklyn, Queens und Manhattan, sowie die Stadt Los Angeles und eine Ranch im Simi Valley (Kalifornien) als Drehorte. Weitere Aufnahmen entstanden in und vor dem Madison Square Garden, dem Hotel Waldorf Astoria und einem Wendy’s-Restaurant in Queens.

## Kinostarts
Der Film lief in den US-amerikanischen Kinos am 29. Juni 1988 an. Im August kam der Film dann in die norwegischen (2. August), französischen (24. August) und australischen Kinos (25. August). Am 1. September 1988 lief der Film in der Bundesrepublik Deutschland an, sieben Tage später konnte man ihn in den argentinischen Kinos sehen. Ebenfalls im September erschien der Film in Dänemark (16. September) und Finnland (23. September).

## Fortsetzung
Im März 2021 wurde die Fortsetzung Der Prinz aus Zamunda 2 (Originaltitel: Coming 2 America) auf Prime Video veröffentlicht. Die Regie übernahm Craig Brewer, und in tragenden Rollen sind neben Eddie Murphy und Arsenio Hall erneut James Earl Jones, Shari Headley, John Amos und Louie Anderson zu sehen. Wesley Snipes übernahm auch eine Rolle. Morgan Freeman hat ebenfalls einen Gastauftritt.